# Klein Mexiko
Klein Mexiko ist eine etwa anderthalb Quadratkilometer große Wohnsiedlung im Bremer Stadtteil Östliche Vorstadt am rechten Ufer der Weser.

## Lage
Klein-Mexiko befindet sich zwischen der Bismarckstraße im Norden, der Stader Straße im Westen, der Bennigsenstraße im Osten und der Straße Bei den drei Pfählen im Süden. Der Name der letztgenannten Straße erinnert an die frühere Grenze zwischen Bremen und dem seinerzeit noch eigenständigen Vorort Hastedt. Die drei Hauptwege innerhalb der Siedlung sind nach den westfälischen Flüssen Lippe, Ruhr und Wupper benannt.

## Geschichte
Aufgrund der auch damals bestehenden Wohnungsnot beschloss der Bremer Senat eine schnell zu errichtende Wohnsiedlung mit einfacher Bauweise auf einer seinerzeitigen Freifläche im Ortsteil Hastedt. Die ab 1926 erbaute Siedlung besteht aus einigen Hundert Reihenhäusern, die jeweils nur knapp 58 m² Wohnfläche boten und in die nur Familien mit mindestens vier Kindern einziehen durften.
Vor dem Zweiten Weltkrieg war das Viertel als Armensiedlung verschrien und galt als eine Hochburg der Kommunisten. Nach dem Krieg wandelte sich das Viertel und es zogen viele Handwerker ein, die die Wohnqualität der von ihnen bewohnten Häuser verbesserten. Zu Beginn des 21. Jahrhunderts drangen immer mehr gutverdienende Akademiker in das Viertel ein, wodurch die Immobilienpreise immer weiter anstiegen.
Inspiriert durch den Namen der Siedlung hat der Vorsitzende des Quartiersvereins seinem Haus einen Außenanstrich verpassen lassen, der einen Aztekenkopf und ein Porträt Frida Kahlos zeigt.

## Warum Klein Mexiko?
Das Viertel trug zu Beginn den Namen Westfalensiedlung, der sich aus den bereits erwähnten Straßennamen herleitete.
Weil das Armenviertel jedoch im Gegensatz zu seinem bürgerlichen Umfeld stand, wurde es von der wirtschaftlich bessergestellten Nachbarschaft verächtlich als „Klein Mexiko“ bezeichnet. Denn viele Verhältnisse, die das Viertel kennzeichneten, kannte man auch aus Mexiko: kinderreiche Familien und den Hang zu einer sozialen Revolution, die in Mexiko wenige Jahre zuvor „erfolgreich“ abgeschlossen werden konnte.

## Trivia
Es war ausgerechnet im nur knapp 2 Kilometer südwestlich der Siedlung gelegenen Weserstadion, in dem am 15. Mai 1964 Mexikos wahrscheinlich populärster Fußballverein Deportivo Guadalajara im Rahmen seiner großen Europatournee gegen den SV Werder Bremen sein bisher einziges Gastspiel in Deutschland absolvierte.